# Le Frelon vert
Cet article concerne la série télévisée de 1966. Pour le film de 2011, voir The Green Hornet (film, 2011).
 (avril 2019).
Le Frelon vert (The Green Hornet) est une série télévisée américaine en 26 épisodes de 26 minutes, créée par William Dozier, d'après une série originale de 1940 et l'émission radiophonique homonyme de George W. Trendle, et diffusée entre le 9 septembre 1966 et le 17 mars 1967 sur le réseau ABC.
C'est une adaptation du film à épisodes Le Frelon vert (en) de 1940, réalisé par Ford Beebe et Ray Taylor, avec Gordon Jones dans le rôle de Britt Reid et Keye Luke dans celui de Kato.
En France, la série est diffusée à partir du 16 janvier 1986 sur Canal+. Rediffusion sur M6 à partir du 16 septembre 1987 jusqu'à l'été 1992 avant sur France 3 un mois plus tard puis sur La Cinquième dès 1995. Rediffusion sur Toonami depuis le 18 juin 2019 chaque mardi soir.
La série a été adaptée au cinéma plusieurs fois. La dernière est The Green Hornet, réalisée par Michel Gondry et sortie en 2011.

## Synopsis

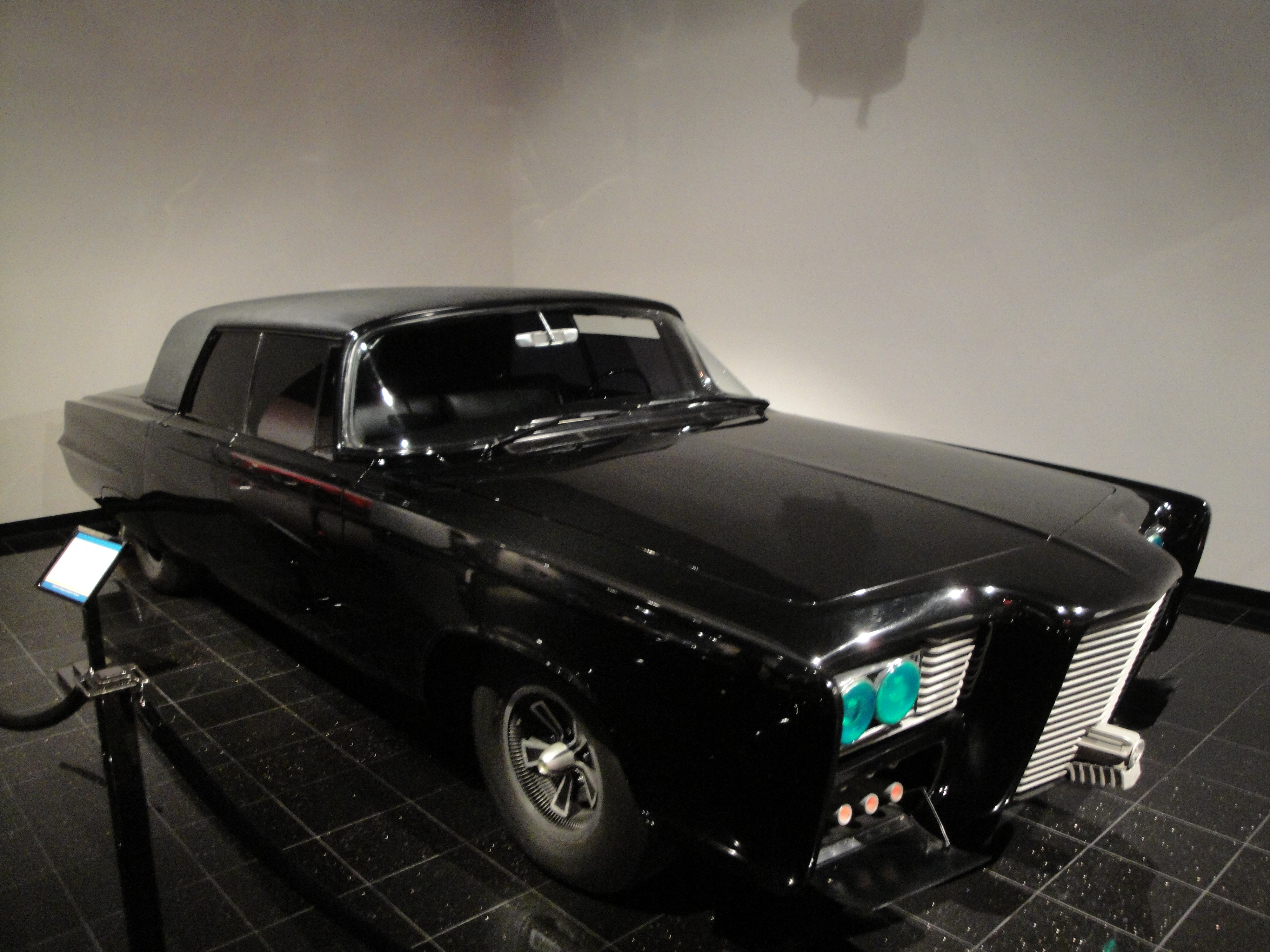
Une des Belle Berthe utilisées pour la série.

Cette série met en scène les aventures de Britt Reid, rédacteur en chef du Daily Sentinel, qui, sous l'identité du Frelon vert, combat le crime. Il est aidé dans sa tâche par Kato, son majordome, également expert en arts martiaux et chauffeur de la Belle Berthe (Black Beauty), une voiture truffée de gadgets, aux phares verts.
Chaque épisode s’ouvre par l’«accroche» suivante : « Voici encore un nouveau défi pour le Frelon vert, il est assisté par Kato et sa voiture-gadget : La Belle Berthe. Dans les archives de la police, on trouve le nom d'un criminel, le Frelon vert, qui n'est autre que Britt Reid, il est éditeur et propriétaire du Daily Sentinel. Sa double personnalité n'est connue que par sa secrétaire et le procureur Scanlan. Et maintenant, pour protéger les droits et les vies des honnêtes citoyens, le Frelon vert va agir ».

## Distribution
- Van Williams (V. F. : Pierre Hatet puis François Dunoyer)  : Britt Reid / le Frelon vert
- Bruce Lee (V. F. : Bernard Murat puis Frédéric Pieretti)  : Kato
- Wende Wagner (V. F. : Claude Chantal puis Béatrice Delfe) : Lenore « Casey » Case
- Lloyd Gough (V. F. : Jean-Claude Michel puis Claude Nicot) : Mike Axford
- Walter Brooke (V.F. : Igor de Savitch) : Frank. P. Scanlan
- Robert Strauss (V. F. : Philippe Dumat) : Bud Crocker
- Charles Bateman (V. F. : Jacques Thébault) : Quentin Crane
- Mako : Low Sing

## Épisodes
| N° | #  | Titre                                                               | Réalisation         | Scénario                          | Première diffusion             | Code de production |
| -- | -- | ------------------------------------------------------------------- | ------------------- | --------------------------------- | ------------------------------ | ------------------ |
| 01 | 01 | La Mort en silence The Silent Gun                                   | Leslie H. Martinson | Ken Pettus                        | États-Unis : 9 septembre 1966  | 9804               |
| 02 | 02 | Laissez-leur assez de corde Give 'Em Enough Rope                    | Seymour Robbie      | Gwen Bagni Paul Dubov             | États-Unis : 16 septembre 1966 | 9806               |
| 03 | 03 | Programmé pour tuer Programmed for Death                            | Larry Peerce        | Lewis Reed                        | États-Unis : 23 septembre 1966 | 9802               |
| 04 | 04 | Le diable se démasque Crime Wave                                    | Larry Peerce        | Sheldon Stark                     | États-Unis : 30 septembre 1966 | 9803               |
| 05 | 05 | Double Meurtre The Frog is a Deadly Weapon                          | Leslie H. Martinson | William L. Stuart                 | États-Unis : 7 octobre 1966    | 9805               |
| 06 | 06 | Une honorable société Eat, Drink and Be Dead                        | Murray Golden       | Richard Landau                    | États-Unis : 14 octobre 1966   | 9807               |
| 07 | 07 | La Machine à rêves : Partie 1 Beautiful Dreamer: Part 1             | Allen Reisner       | Lorenzo Semple, Jr. Ken Pettus    | États-Unis : 21 octobre 1966   | 9808               |
| 08 | 08 | La Machine à rêves : Partie 2 Beautiful Dreamer: Part 2             | Allen Reisner       | Lorenzo Semple, Jr. Ken Pettus    | États-Unis : 28 octobre 1966   | 9809               |
| 09 | 09 | Le Rayon de la mort The Ray is for Killing                          | William Beaudine    | Lee Loeb                          | États-Unis : 11 novembre 1966  | 9801               |
| 10 | 10 | La Mante religieuse The Preying Mantis                              | Norman Foster       | Charles Hoffman                   | États-Unis : 18 novembre 1966  | 9810               |
| 11 | 11 | Les Chasseurs et les chassés The Hunters and the Hunted             | William Beaudine    | Jerry Thomas                      | États-Unis : 25 novembre 1966  | 9811               |
| 12 | 12 | Échéance : mort Deadline for Death                                  | Seymour Robbie      | Ken Pettus                        | États-Unis : 2 décembre 1966   | 9812               |
| 13 | 13 | Le Secret de Sally Bell The Secret of Sally Bell                    | Robert L. Friend    | William L. Stuart                 | États-Unis : 9 décembre 1966   | 9813               |
| 14 | 14 | Autoroute mortelle Freeway to Death                                 | Allen Reisner       | Ken Pettus                        | États-Unis : 16 décembre 1966  | 9815               |
| 15 | 15 | Que le meilleur perde May the Best Man Lose                         | Allen Reisner       | Judith Barrows Robert Guy Barrows | États-Unis : 23 décembre 1966  | 9814               |
| 16 | 16 | Le Frelon Vert et le pyromane The Hornet and the Firefly            | Allen Reisner       | William L. Stuart                 | États-Unis : 30 décembre 1966  | 9817               |
| 17 | 17 | Trois Hommes et un tank Seek, Stalk and Destroy                     | George Waggner      | Jerry Thomas                      | États-Unis : 6 janvier 1967    | 9816               |
| 18 | 18 | Les Cadavres de l'année : Partie 1 Corpse of the Year: Part 1       | James Komack        | Ken Pettus                        | États-Unis : 13 janvier 1967   | 9818               |
| 19 | 19 | Les Cadavres de l'année : Partie 2 Corpse of the Year: Part 2       | James Komack        | Ken Pettus                        | États-Unis : 27 janvier 1967   | 9819               |
| 20 | 20 | Un as qui tombe à pic Ace in the Hole                               | William Beaudine    | Stan Silverman Robert Lees        | États-Unis : 3 février 1967    | 9820               |
| 21 | 21 | Deux Flics pourris Bad Bet on a 459 Silent                          | Seymour Robbie      | Judith Barrows Robert Guy Barrows | États-Unis : 10 février 1967   | 9821               |
| 22 | 22 | Des ennuis pour le prince charmant Trouble for Prince Charming      | William Beaudine    | Ken Pettus                        | États-Unis : 17 février 1967   | 9822               |
| 23 | 23 | L'Écharpe Alias, The Scarf                                          | Allen Reisner       | William L. Stuart                 | États-Unis : 24 février 1967   | 9823               |
| 24 | 24 | Meurtre à distance Hornet, Save Thyself                             | Seymour Robbie      | John Tait                         | États-Unis : 3 mars 1967       | 9824               |
| 25 | 25 | L'Abominable Dr Maboul : Partie 1 Invasion from Outer Space: Part 1 | Darrell Hallenbeck  | Arthur Weingarten                 | États-Unis : 10 mars 1967      | 9825               |
| 26 | 26 | L'Abominable Dr Maboul : Partie 2 Invasion from Outer Space: Part 2 | Darrell Hallenbeck  | Arthur Weingarten                 | États-Unis : 17 mars 1967      | 9826               |

## Autour de la série
- Diffusée la même année que Batman, à laquelle elle ressemble beaucoup et dans laquelle le Frelon vert et Kato firent deux apparitions, la série n'a pas convaincu et s'est arrêtée après une saison seulement. Cependant, en raison de la présence de Bruce Lee, elle est devenue culte.

- Kato fut le premier rôle de Bruce Lee aux États-Unis. Après la mort de ce dernier en 1973, plusieurs épisodes de la série furent rassemblés pour former deux longs métrages :
  - Le Frelon Vert : Les chasseurs et les chassés - L'abominable Dr Maboul (1re et 2e parties) - La mante religieuse
  - La revanche du Frelon Vert : Des ennuis pour le prince charmant - Deux flics pourris - Le rayon de la mort - Le secret de Sally Bell

- Dans l'épisode « Les Chasseurs et les Chassés », Kato se sert d'un nunchaku, c'est la première fois que Bruce Lee utilise cette arme devant une caméra, c'est aussi l'unique fois au cours de la série.

- La musique du générique a été composée par Al Hirt d'après Le Vol du bourdon de Nikolaï Rimski-Korsakov. Quentin Tarantino a utilisé ce morceau pour la bande-son de Kill Bill, lors de l'arrivée des « 88 fous », bras armé des yakuzas tōkyōites qui portent tous le même masque que le Frelon vert dans la série.

- La série est considérée comme un spin-off du feuilleton radiophonique The Lone Ranger diffusé à partir de 1933. Brett Reid est en effet le petit-neveu de John Reid, un ancien Texas ranger se battant contre l'injustice sous le masque du Lone Ranger avec l'aide de Tonto, un Amérindien intelligent et laconique, et de son célèbre cheval blanc Silver. La propriété des droits ayant passé de mains en mains, le lien familial entre les deux personnages a toutefois été perdu. Le lien « Lone Ranger-Green Hornet » a été inclus dans le concept de la famille Wold Newton, qui regroupe des personnages fictifs de diverses origines.

- Il existe un autre Kato célèbre, assistant asiatique de justicier. Il est incarné par Burt Kwouk dans les films du cycle La Panthère rose, à partir du film Quand l'inspecteur s'emmêle (1964, soit avant la série The Green Hornet). Domestique chinois de l'Inspecteur Jacques Clouseau, il lui est fidèle et admiratif. Pour s'entraîner aux arts martiaux, Clouseau lui a ordonné de l'attaquer toujours par surprise chez lui pour tester ses techniques de combat et ses réflexes. Cela résulte en des affrontements délirants entre les personnages qui mettent l'appartement sens dessus dessous. La Malédiction de la panthère rose est le seul épisode où il suit son patron durant tout le film, car avant il n'apparaissait que dans l'appartement de Clouseau.

- La voiture du super héros est en réalité une Chrysler Imperial, customisée par Dean Jeffries, déjà à l’origine de la batmobile de la série Batman. Elle est truffée de gadgets et d’armes. Lorsqu’ils prennent la route, les deux personnages empruntent toujours le même chemin de sortie, dissimulé derrière des affiches publicitaires[3].

## Adaptations

### Cinéma
- The Green Hornet (1940) de Ford Beebe et Ray Taylor - inédit en France.
- The Green Hornet, court-métrage (2003) d'Aurélien Poitrimoult[4].
- The Green Hornet (2011) de Michel Gondry.

### Télévision
- The Green Hornet (1990) de Ford Beebe: Goodtimes Home Video a sorti une vidéo compilant les 6 derniers épisodes du serial de 1940 - inédit en France.

## Bande dessinée
Helnit:
- 1940 - "Green Hornet Comics" 6 numéros

Harvey:
- 1942~49 - "Green Hornet Comics" 37 numéros (7~43)
- 1949 - "Green Hornet, Racket Buster" 4 numéros (44~47)

Gold Key:
- 1967 - "The Green Hornet" 3 numéros

NOW Comics:
- 1989~90 - "The Green Hornet" 14 numéros
- 1990 - "The Green Hornet Special Hard Bound Collector’s Edition" one-shot
- 1990 - "Tales of the Green Hornet" 2 numéros
- 1991~95 - "The Green Hornet" 40 numéros
- 1991~92 - "Kato" 4 numéros
- 1991~92 - "Tales of the Green Hornet" 4 numéros
- 1992~94 - "The Green Hornet Annual" 2 numéros
- 1992~93 - "The Green Hornet: Solitary Sentinel" 3 numéros
- 1992 - "Kato II" 2 numéros
- 1992 - "Sting of the Green Hornet" 4 numéros
- 1992 - "Tales of the Green Hornet" 3 numéros
- 1993 - "The Green Hornet: Dark Tomorrow" 3 numéros

Dynamite:
- 2010~13 - "Green Hornet" 33 numéros
- 2010 - "Green Hornet Free Comic Book Day Edition" one-shot
- 2010~11 - "Kato" 14 numéros
- 2010~11 - "Kato Origins" 11 numéros
- 2010~12 - "Green Hornet Annual" 2 numéros
- 2010~12 - "The Green Hornet Strikes!" 10 numéros
- 2010~11 - "Green Hornet: Blood Ties" 4 numéros
- 2010~11 - "The Green Hornet: Golden Age Re-Mastered" 4 numéros
- 2010 - "The Green Hornet: Parallel Lives" 5 numéros
- 2010~11 - "Green Hornet: Year One" 12 numéros
- 2011 - "The Green Hornet: Aftermath" 4 numéros
- 2013~14 - "The Green Hornet" 13 numéros
- 2013 - "Green Hornet: Legacy" 9 numéros (34~42)
- 2013 - "Green Hornet: Year One Special" one-shot
- 2013 - "The Shadow / Green Hornet: Dark Nights" 5 numéros
- 2015 - "Legenderry: Green Hornet" 5 numéros
- 2016~17 - "The Green Hornet: Reign of the Demon" 4 numéros
- 2016 - "Lone Ranger / Green Hornet" 5 numéros
- 2017 - "The Green Hornet '66 Meets the Spirit" 5 numéros
- 2018 - "Green Hornet" 5 numéros
- 2020 - "Green Hornet" 5 numéros
- 2023 - "Green Hornet One Night in Bangkok" one-shot
- 2025 - "Green Hornet / Miss Fury" ? numéros

DC:
- 2014~15 - "Batman '66 Meets the Green Hornet" 6 numéros

en vf, seul les 10 premier numéros du comics "Green Hornet" de 2010 sont sortie en 2 album chez Panini en 2011. Le frelon vert est aussi présent dans le crossover steampunk "Legenderry" sortie en 2017 chez Graph zeppelin 

## DVD
- Le Frelon Vert est sorti le 6 janvier 2005 chez Metropolitan Vidéo et distribué par Seven7 est un montage de 4 épisodes de la série pour faire un film cinéma. Il est d'une durée de 78 minutes. Le ratio écran est en 1.33:1 standard 4:3 en version française et anglaise mono 2.0 stéréo. Les sous-titres français sont disponibles. Le transfert est remastérisé et comporte un certain nombre de suppléments comme les essais de Bruce Lee en VOST pour la série et quatre bandes annonces des films de Bruce Lee. Il s'agit d'un boîtier Keep Case avec surétui métallisé. Une édition Zone 2 Pal [5].

- La Revanche du Frelon Vert est sorti le 2 mai 2005 chez Metropolitan Video et distribué par Seven7 est un montage de 5 épisodes de la série pour faire un second film. Il est d'une durée de 88 minutes. Le ratio écran est en 1.33:1 standard 4:3 en version française et anglais mono 2.0 stéréo. Les sous-titres français sont disponibles. Le transfert est remastérisé et comporte un certain nombre de suppléments comme un documentaire de 15 minutes sur la voiture Black Beauty et quatre bandes annonces des films de Bruce Lee. Il s'agit d'un boîtier Keep Case avec surétui métallisé. Une édition Zone 2 Pal [6].